# Rezidence Eliška
Rezidence Eliška — хмарочос у празькому районі Височани. Будівля стоїть на перехресті вулиць Фрейової та Оцеларжської. Будівництво почалося восени 2011 року і завершилося взимку 2013 року. Висота будівлі становить 93,6 метра. Будівлю побудувала будівельна компанія Metrostav, а будівництво обійшлося агентству нерухомості Гауді в близько 500 мільйонів чеських крон. Архітектором будівлі є Іван Сладек та його студія ARX studio.
З року побудови до лютого 2018 року це був найвищий житловий будинок у Чехії. Цей статус перебрав у Елішки на початку 2018 року хмарочос V Tower, що стоїть на празькому Панкраці, висотою 104 метри.